# Puchar Sześciu Narodów 2005
Puchar Sześciu Narodów 2005 (2005 Six Nations Championship) – 6. edycja Pucharu Sześciu Narodów, corocznego turnieju w rugby union rozgrywanego pomiędzy sześcioma najlepszymi zespołami narodowymi półkuli północnej. Turniej odbywał się od 5 lutego do 19 marca 2005. Pucharu broniła reprezentacja Francji.
Wliczając turnieje w poprzedniej formie, od czasów Home Nations Championship i Pucharu Pięciu Narodów, była to 111. edycja tych zawodów. W turnieju brały udział reprezentacje narodowe Anglii, Francji, Irlandii, Szkocji, Walii i Włoch.
Zawody wygrała Walia, pokonując w ostatnim meczu 32-20 Irlandię i zdobywając w ten sposób Wielki Szlem. Był to ich pierwszy Wielki Szlem w Pucharze Sześciu Narodów i siódmy licząc łącznie z Pucharem Pięciu Narodów. IRB opublikowała następnie podsumowanie statystyczno-analityczne tej edycji.
Najwięcej punktów w zawodach zdobył Ronan O’Gara, zaś w kategorii przyłożeń z czterema zwyciężył Mark Cueto, Martyn Williams został dodatkowo wybrany najlepszym graczem turnieju.

## Uczestnicy
| Zespół   | Stadion narodowy   | Miasto   | Trener           |
| -------- | ------------------ | -------- | ---------------- |
| Anglia   | Twickenham         | Londyn   | Andy Robinson    |
| Francja  | Stade de France    | Paryż    | Bernard Laporte  |
| Irlandia | Croke Park         | Dublin   | Eddie O’Sullivan |
| Włochy   | Stadio Flaminio    | Rzym     | John Kirwan      |
| Szkocja  | Murrayfield        | Edynburg | Matt Williams    |
| Walia    | Millennium Stadium | Cardiff  | Mike Ruddock     |

## Mecze

### Tydzień 1.
| 5 lutego 200514:00 GMT | Francja                                           | 16:9(0:6) | Szkocja         | Stade de France, Saint-Denis, Paryż Widzów: 78069 Sędzia: Nigel Williams |
| 5 lutego 200514:00 GMT | Traille 5 (P), Michalak 2 (pd), Delaigue 6 (dg K) | 16:9(0:6) | Paterson 9 (3K) | Stade de France, Saint-Denis, Paryż Widzów: 78069 Sędzia: Nigel Williams |

| 5 lutego 200517:30 GMT | Walia                                           | 11:9(8:3) | Anglia         | Millennium Stadium, Cardiff Widzów: 74500 Sędzia: Steve Walsh |
| 5 lutego 200517:30 GMT | S. Williams 5 (P), S. Jones 3 (K), Henson 3 (K) | 11:9(8:3) | Hodgson 9 (3K) | Millennium Stadium, Cardiff Widzów: 74500 Sędzia: Steve Walsh |

| 6 lutego 200514:30 GMT | Włochy                                                 | 17:28(6:8) | Irlandia                                                       | Stadio Flaminio, Rzym Widzów: 24026 Sędzia: Paddy O’Brien |
| 6 lutego 200514:30 GMT | Castrogiovanni 5 (P), Orquera 3 (K), de Marigny 9 (3K) | 17:28(6:8) | Murphy 5 (P), Stringer 5 (P), Hickie 5 (P), O’Gara 13 (2pd 3K) | Stadio Flaminio, Rzym Widzów: 24026 Sędzia: Paddy O’Brien |

### Tydzień 2.
| 12 lutego 200514:00 GMT | Włoch                           | 8:38(5:19) | Walia | Stadio Flaminio, Rzym Widzów: 24800 Sędzia: Andrew Cole |
| 12 lutego 200514:00 GMT | Orquera 5 (P), de Marigny 3 (K) | 8:38(5:19) | J. Thomas 5 (P), Shanklin 5 (P), M. Williams 5 (P), Cockbain 5 (P), S. Williams 5 (P), Sidoli 5 (P), S. Jones 5 (P), | Stadio Flaminio, Rzym Widzów: 24800 Sędzia: Andrew Cole |

| 12 lutego 200516:00 GMT | Szkocja                                       | 13:40(8:3) | Irlandia | Murrayfield Stadium, Edinburgh Widzów: 64826 Sędzia: Joël Jutge |
| 12 lutego 200516:00 GMT | Southwell 5 (P), Petrie 5 (P), Paterson 3 (K) | 13:40(8:3) | O’Kelly 5 (P), O’Connell 5 (P), Hickie 5 (P), Hayes 5 (P), Duffy 5 (P), O’Gara 13 (2pd 3K), Humphreys 2 (pd) | Murrayfield Stadium, Edinburgh Widzów: 64826 Sędzia: Joël Jutge |

| 13 lutego 200514:30 GMT | Anglia                                         | 17:18(17:6) | Francja          | Twickenham Stadium, Londyn Widzów: 82000 Sędzia: Paddy O’Brien |
| 13 lutego 200514:30 GMT | Barkley 5 (P), Lewsey 5 (P), Hodgson 7 (2pd K) | 17:18(17:6) | Yachvili 18 (6K) | Twickenham Stadium, Londyn Widzów: 82000 Sędzia: Paddy O’Brien |

### Tydzień 3.
| 26 lutego 200514:00 GMT | Szkocja          | 18:10 | Włochy                          | Murrayfield Stadium, Edinburgh Widzów: 63823 Sędzia: Stuart Dickinson |
| 26 lutego 200514:00 GMT | Paterson 18 (6K) | 18:10 | Masi 5 (P), de Marigny 5 (pd K) | Murrayfield Stadium, Edinburgh Widzów: 63823 Sędzia: Stuart Dickinson |

| 26 lutego 200516:00 GMT | Francja                                               | 18:28(15:6) | Walia                                       | Stade de France, Saint-Denis, Paryż Widzów: 80000 Sędzia: Paul Honiss |
| 26 lutego 200516:00 GMT | Yachvili 10 (P pd K), Rougerie 5 (P), Michalak 3 (dg) | 18:28(15:6) | M. Williams 10 (2P), S. Jones 14 (pd dg 3K) | Stade de France, Saint-Denis, Paryż Widzów: 80000 Sędzia: Paul Honiss |

| 27 lutego 200515:00 GMT | Irlandia                                | 19:13(10:10) | Anglia                           | Lansdowne Road, Dublin Widzów: 49000 Sędzia: Jonathan Kaplan |
| 27 lutego 200515:00 GMT | O’Driscoll 5 (P), O’Gara 14 (pd 2dg 2K) | 19:13(10:10) | Corry 5 (P), Hodgson 8 (pd dg K) | Lansdowne Road, Dublin Widzów: 49000 Sędzia: Jonathan Kaplan |

### Tydzień 4.
| 12 marca 200513:30 GMT | Irlandia                            | 19:26(9:18) | Francja                                                           | Murrayfield Stadium, Edinburgh Widzów: 48452 Sędzia: Tony Spreadbury |
| 12 marca 200513:30 GMT | O’Driscoll 5 (P), O’Gara 14 (pd 4K) | 19:26(9:18) | Dominici 10 (2P), Baby 5 (P), Yachvili 8 (pd 2K), Delaigue 3 (dg) | Murrayfield Stadium, Edinburgh Widzów: 48452 Sędzia: Tony Spreadbury |

| 12 marca 200516:00 GMT | Anglia                                                                                           | 39:7(22:0) | Włochy                      | Twickenham Stadium, Londyn Widzów: 81736 Sędzia: Mark Lawrence |
| 12 marca 200516:00 GMT | Cueto 15 (3P), Thompson 5 (P), Balshaw 5 (P), Hazell 5 (P), Hodgson 7 (2pd K), Andy Goode 2 (pd) | 39:7(22:0) | Troncon 5 (P), Peens 2 (pd) | Twickenham Stadium, Londyn Widzów: 81736 Sędzia: Mark Lawrence |

| 13 marca 200515:00 GMT | Szkocja                                            | 22:46(3:37) | Walia                                                                                         | Murrayfield Stadium, Edinburgh Widzów: 67274 Sędzia: Jonathan Kaplan |
| 13 marca 200515:00 GMT | Craig 5 (P), R. Lamont 5 (P), Paterson 10 (P pd K) | 22:46(3:37) | R. Jones 5 (P), R. Williams 10 (2P), S. Williams 5 (P), Morgan 10 (2P), S. Jones 16 (5pd 2K), | Murrayfield Stadium, Edinburgh Widzów: 67274 Sędzia: Jonathan Kaplan |

### Tydzień 5.
| 19 marca 200513:00 GMT | Włochy                           | 13:56(10:24) | Francja | Stadio Flaminio, Rzym Widzów: 23638 Sędzia: Donal Courtney |
| 19 marca 200513:00 GMT | Robertson 5 (P), Peens 8 (pd 2K) | 13:56(10:24) | Nyanga 5 (P), Jauzion 5 (P), Laharrague 5 (P), Marty 10 (2P), Lamboley 5 (P), Mignoni 5 (P), Yachvili 17 (4pd 3K), Michalak 6 (2K) | Stadio Flaminio, Rzym Widzów: 23638 Sędzia: Donal Courtney |

| 19 marca 200515:30 GMT | Walia                                                              | 32:20(16:6) | Irlandia                                                    | Millennium Stadium, Cardiff Widzów: 74376 Sędzia: Chris White |
| 19 marca 200515:30 GMT | Jenkins 5 (P), Morgan 5 (P), S. Jones 16 (2pd 4K), Henson 6 (dg K) | 32:20(16:6) | Horan 5 (P), Murphy 5 (P), Humphreys 4 (2pd), O’Gara 6 (2K) | Millennium Stadium, Cardiff Widzów: 74376 Sędzia: Chris White |

| 13 marca 200518:00 GMT | Anglia                                                                               | 43:22(26:10) | Szkocja                                                          | Twickenham Stadium, Londyn Widzów: 82000 Sędzia: Alain Rolland |
| 13 marca 200518:00 GMT | Noon 15 (3P), Worsley 5 (P), Lewsey 5 (P), Ellis 5 (P), Cueto 5 (P), Hodgson 8 (4pd) | 43:22(26:10) | S. Lamont 5 (P), Craig 10 (2P), Taylor 5 (P), Paterson 7 (2pd K) | Twickenham Stadium, Londyn Widzów: 82000 Sędzia: Alain Rolland |